# Lewin Kłodzki
Lewin Kłodzki (fino al 1945 Lewin) è un comune rurale polacco del distretto di Kłodzko, nel voivodato della Bassa Slesia.
Ricopre una superficie di 52,19 km² e nel 2004 contava 1 853 abitanti.
Località nei dintorni:
- Dańczów (Tanz)
- Darnków (Dörnikau)
- Gołaczów (Hallatsch, 1937–1945: Hallgrund)
- Jarków (Järker)
- Jawornica (Jauernig)
- Jeleniów (Gellenau)
- Jerzykowice Małe (Kleingeorgsdorf)
- Jerzykowice Wielkie (Großgeorgsdorf)
- Kocioł (Kuttel)
- Krzyżanów (Krzyschney, 1929–1945: Kreuzdorf)
- Kulin Kłodzki (Keilendorf)
- Leśna (Löschney, 1937–1945: Thalheim)
- Lewin Kłodzki (Lewin)
- Taszów (Tassau)
- Witów (Nerbotin, 1937–1945: Markrode)
- Zielone-Ludowe (Hummelwitz e Reinerzkrone)
- Zimne Wody (Kaltwasser)